# Rusztavi

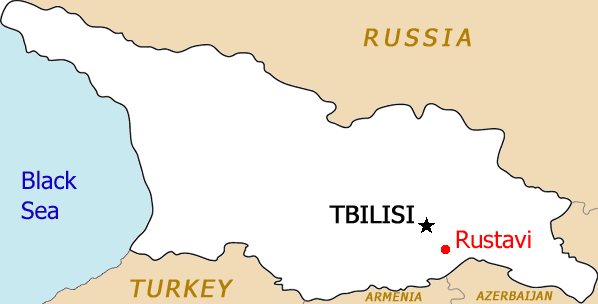
Rusztavi elhelyezkedése Grúziában

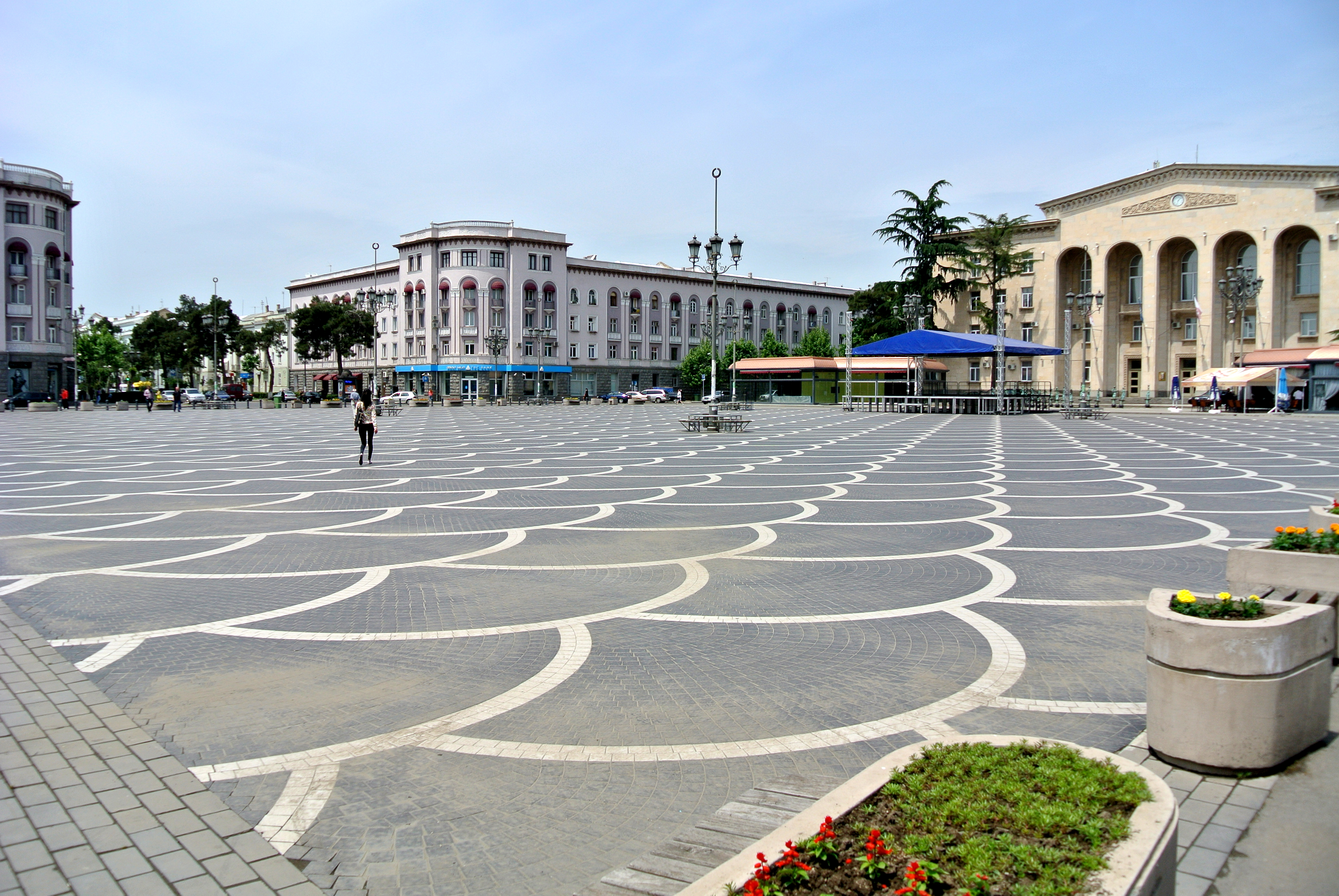
Rusztavi, városrészlet

Rusztavi (grúz: რუსთავი) város Grúzia délkeleti részében, Alsó-Kartli közigazgatási régió székhelye. A Kura folyó mellett fekszik, 25 kilométerre délkeletre a grúz főváros Tbiliszitől.
Területe 60 km², népessége 116 384 (2002-es adat).
Grúzia egyik legrégibb városa, a 13. században azonban a mongolok teljesen lerombolták és a várost csak a szovjet megszállás időszakában építették újra.

## Testvérvárosa
- Gəncə, Azerbajdzsán

## Fordítás
- Ez a szócikk részben vagy egészben  a   Rustavi című angol Wikipédia-szócikk ezen változatának fordításán alapul.  Az eredeti cikk szerkesztőit annak laptörténete sorolja fel. Ez a jelzés csupán a megfogalmazás eredetét és a szerzői jogokat jelzi, nem szolgál a cikkben szereplő információk forrásmegjelöléseként.

## Külső hivatkozások
- Blog Rusztaviról